# 사랑하는 사람아 3
사랑하는 사람아 3는 1985년 공개된 대한민국의 영화이다.

## 배역
- 정윤희
- 한진희
- 김민희
- 김진규
- 사미자
- 김해숙
- 박암
- 진봉진